# Georgia Music Hall of Fame
Il Georgia Music Hall of Fame, situato nel centro di Macon, conserva e interpreta il ricco patrimonio musicale dello stato americano della Georgia attraverso programmi di raccolta, l'esposizione, l'istruzione e le performance. Il museo promuove un apprezzamento per la musica della Georgia e stimola la crescita economica attraverso una serie di partnership e iniziative in tutto lo stato.

## Panoramica del Georgia Music
Tra gli artisti che sono stati introdotti nel Georgia Music Hall of Fame sono: Ray Stevens, Ray Charles, James Brown, Otis Redding, Gladys Knight; Brenda Lee, Bill Anderson, Alan Jackson, Travis Tritt, Trisha Yearwood, Little Richard, Johnny Mercer, Jessye Norman, Ma Rainey, Blind Willie McTell, Dallas Austin, Jermaine Dupri, Usher, Ludacris, e gruppi tra cui Collective Soul, Third Day, R.E.M., the B-52's, the Allman Brothers Band, Atlanta Rhythm Section, Dennis Yost & The Classics IV e Widespread Panic.

## Mostre
Lo spazio espositivo permanente del Georgia Music Hall of Fame è stato progettato per somigliare ad una città della Georgia dove si trovano luoghi per il Jazz e il Club dello Swing, Vinili d'epoca e il Rhythm & Blues, testi interpretativi ed elementi audio. Le mostre temporanee hanno incluso "Keeps Calling Me Home: A Gram Parsons Retrospective", "Let Freedom Sing: Musica e movimenti per i diritti civili" e "Otis Redding: Ive Got Dreams to Remember", rinominato nel 2008 "Museum Exhibition of the Year” dall'Associazione dei Musei e delle Gallerie della Georgia.

## Istruzione
L'istruzione è alla base della missione del Georgia Music Hall of Fame. La Billy Watson Music Factory incoraggia gli studenti delle elementari, nell'esplorazione dei concetti musicali come il ritmo, la melodia e la composizione in un grande ambiente di apprendimento. Il MIKE (Music in Kid's Education) offre una serie di programmi che offrono spettacoli di musica dal vivo e le opportunità di istruzione musicale per tutto l'anno.

## Georgia Music Magazine
La Georgia Music Hall of Fame Foundation pubblica il Georgia Music Magazine, che è sia la rivista ufficiale del museo, sia uno sguardo approfondito alla musica della Georgia. Leggende dello Stato, punti di riferimento e gli eroi non celebrati vengono trattate in modo approfondito attraverso articoli storici, notizie e recensioni.

## Storia
La storia istituzionale del Georgia Music Hall of Fame inizia nel 1976 quando l'Assemblea Generale della Georgia ha creato il Senate Music Recording Industry Committee per studiare l'impatto economico dell'industria musicale dello Stato e per individuare le modalità per promuovere la musica della Georgia e attirare le imprese musicali verso lo stato. Nel 1979, il Comitato ha sviluppato il Georgia Music Hall of Fame, un programma in onore dei musicisti della Georgia che hanno apportato significativi contributi per l'industria della musica, con Ray Charles e l'editore musicale Bill Lowery. Grazie anche alla grande collaborazione dell'allora tenente governatore Zell Miller, il Comitato ha inoltre cercato di creare un museo pubblico e un archivio per documentare il patrimonio musicale dello Stato e servirlo come destinazione del patrimonio culturale. Nel 1990, fu creato il Georgia Music Hall of Fame Authority come strumento aziendale allo scopo di costruire il Georgia Music Hall of Fame e di pubblicizzarlo nello Stato insieme a tutti gli eventi musicali che si sarebbero tenuti. Il 22 settembre 1996, venne aperto il Georgia Musica Hall of Fame, una struttura di 43.000 metri quadri contenente una sala di esposizione principale, un negozio all'ingrosso, il Zell Miller Center per i Georgia Music Studies, un'ala amministrativa, una classe e una sala di ricevimento. Nel 1999, venne aperta la seconda parte del museo, la Billy Watson Music Factory, uno spazio espositivo interattivo e interpretativo per gli studenti delle elementari. La sala è stata chiusa il 12 giugno 2011 a causa della mancanza di partecipazione. Le mostre vengono ospitate presso l'Università della Georgia e in collezioni private di tutto il mondo.